# English Football League One 2018-19
La temporada 2018-19 de la English Football League One fue la decimoquinta edición desde su creación en 2004. Corresponde a la tercera categoría del fútbol inglés y la disputan 24 equipos que buscan el ascenso a la EFL Championship. El sorteo se realizó el 21 de junio de 2018 y la primera jornada se jugó el 4 de agosto de 2018. La temporada de la liga está programada para finalizar el 4 de mayo de 2019.
La ventana de transferencia de verano se cerró cinco días después del comienzo de la temporada, el 9 de agosto de 2018, después de una votación de los 72 clubes de la Football League. Sin embargo, los clubes pudieron suscribir préstamos hasta el 31 de agosto. Por primera vez, el VAR fue utilizado en las semifinales de los play-offs y en la final.

## Participantes

### Ascensos
Wigan Athletic y Blackburn Rovers consiguieron el ascenso directo a la EFL Championship 2018-19, mientras que el Rotherham United fue el tercer equipo que consiguió el ascenso tras ganar la final de los play-offs ante el Bradford City.
Accrington Stanley, Luton Town y el Wycombe Wanderers consiguieron el ascenso directo a la EFL League One 2018-19, mientras que el Coventry City consiguió el ascenso tras ganar la final de los play-offs ante el Exeter City.

### Descensos
Bury, Milton Keynes Dons, Northampton Town y Oldham Athletic fueron los cuatro equipos que descendieron a la English Football League Two 2018-19.
Sunderland, Burton Albion y el Barnsley fueron relegados a la EFL League One 2018-19

### Ascensos y descensos
| Pos | a EFL Championship |
| --- | ------------------ |
| 1º  | Wigan Athletic     |
| 2º  | Blackburn Rovers   |
| 3º  | Rotherham United   |

| Pos | a EFL League One |
| --- | ---------------- |
| 22º | Barnsley         |
| 23º | Burton Albion    |
| 24º | Sunderland       |

| Pos | a EFL League One   |
| --- | ------------------ |
| 1º  | Accrington Stanley |
| 2º  | Luton Town         |
| 3°  | Wycombe Wanderers  |
| 4°  | Coventry City      |

| Pos | a EFL League Two   |
| --- | ------------------ |
| 21º | Oldham Athletic    |
| 22º | Northampton Town   |
| 23º | Milton Keynes Dons |
| 24º | Bury               |

## Datos de los clubes

### Cambios de entrenadores
| Equipo              | Entrenador (Jornadas)           | Fecha de vacante        | Tipo de despido             | Posición en la tabla | Entrenador entrante        | Fecha de nombramiento   |
| ------------------- | ------------------------------- | ----------------------- | --------------------------- | -------------------- | -------------------------- | ----------------------- |
| Barnsley            | José Morais (Pretemporada)      | 6 de mayo de 2018       | Despedido                   | Pretemporada         | Daniel Stendel             | 6 de junio de 2018      |
| Bradford City       | Simon Grayson (Pretemporada)    | 8 de mayo de 2018       | Fin de contrato             | Pretemporada         | Michael Collins            | 18 de junio de 2018     |
| Fleetwood Town      | John Sheridan (Pretemporada)    | 2 de junio de 2018      | Fin de contrato             | Pretemporada         | Joey Barton                | 2 de junio de 2018      |
| Sunderland          | Robbie Stockdale (Pretemporada) | 25 de mayo de 2018      | Fin del interinato          | Pretemporada         | Jack Ross                  | 25 de mayo de 2018      |
| Shrewsbury Town     | Paul Hurst (Pretemporada)       | 30 de mayo de 2018      | Firmado por el Ipswich Town | Pretemporada         | John Askey                 | 1 de junio de 2018      |
| Doncaster Rovers    | Darren Ferguson (Pretemporada)  | 4 de junio de 2018      | Rescisión del contrato      | Pretemporada         | Grant McCann               | 27 de junio de 2018     |
| Blackpool           | Gary Bowyer (1 - 2)             | 6 de agosto de 2018     | Rescisión del contrato      | 12.º                 | Terry McPhillips (3 - ...) | 6 de agosto de 2018     |
| Scunthorpe United   | Nick Daws (1 - 4)               | 24 de agosto de 2018    | Despedido                   | 18.º                 | Stuart McCall (6 - ...)    | 27 de agosto de 2018    |
| Bradford City       | Michael Collins (1 - 6)         | 3 de septiembre de 2018 | Despedido                   | 17.º                 | David Hopkin (7 - ...)     | 4 de septiembre de 2018 |
| Wimbledon           | Neal Ardley (1 - 17)            | 12 de noviembre de 2018 | Mutuo acuerdo               | 23.º                 | Wally Downes (21 - ...)    | 4 de diciembre de 2018  |
| Shrewsbury Town     | John Askey (1 - 17)             | 12 de noviembre de 2018 | Despedido                   | 18.º                 | Sam Ricketts (21 - ...)    | 3 de diciembre de 2018  |
| Bristol Rovers      | Darrell Clarke (1 - 21)         | 13 de diciembre de 2018 | Mutuo Acuerdo               | 21.º                 | Graham Coughlan (28 - ...) | 6 de enero de 2019      |
| Luton Town          | Nathan Jones (1 - 28)           | 9 de enero de 2019      | Firmado por el Stoke City   | 2.º                  | Bandera de ?               |                         |
| Peterborough United | Steve Evans (1 - 30)            | 26 de enero de 2019     | Despedido                   | 6.º                  | Darren Ferguson (31 - ...) | 26 de enero de 2019     |

### Equipos por condado

#### Condados de Inglaterra
| Región                | N.º | Equipos                                        |
| --------------------- | --- | ---------------------------------------------- |
| Lancashire            | 3   | Accrington Stanley, Blackpool y Fleetwood Town |
| Gran Londres          | 2   | Wimbledon y Charlton Athletic                  |
| Midlands Occidentales | 2   | Coventry City y Walsall                        |
| Yorkshire del Sur     | 2   | Barnsley y Doncaster Rovers                    |
| Gran Mánchester       | 1   | Rochdale                                       |
| Bedfordshire          | 1   | Luton Town                                     |
| Bristol               | 1   | Bristol Rovers                                 |
| Buckinghamshire       | 1   | Wycombe Wanderers                              |
| Cambridgeshire        | 1   | Peterborough United                            |
| Devon                 | 1   | Plymouth Argyle                                |
| Essex                 | 1   | Southend United                                |
| Hampshire             | 1   | Portsmouth                                     |
| Kent                  | 1   | Gillingham                                     |
| Lincolnshire          | 1   | Scunthorpe United                              |
| Oxfordshire           | 1   | Oxford United                                  |
| Shropshire            | 1   | Shrewsbury Town                                |
| Staffordshire         | 1   | Burton Albion                                  |
| Tyne y Wear           | 1   | Sunderland                                     |
| Yorkshire del Oeste   | 1   | Bradford City                                  |

## Clasificación
Los dos primeros equipos de la clasificación ascienden directamente a la EFL Championship 2019-20, los clubes ubicados del tercer al sexto puesto disputan un play-off para determinar un tercer ascenso; los últimos cuatro descienden de categoría.
| Pos. | Equipo                | Pts. | PJ | G  | E  | P  | GF | GC | Dif. | Clasificación 2018–19                     |
| ---- | --------------------- | ---- | -- | -- | -- | -- | -- | -- | ---- | ----------------------------------------- |
| 1    | Luton Town (A)        | 94   | 46 | 27 | 13 | 6  | 90 | 42 | +48  | Ascenso a la EFL Championship             |
| 2    | Barnsley (A)          | 91   | 46 | 26 | 13 | 7  | 80 | 39 | +41  | Ascenso a la EFL Championship             |
| 3    | Charlton Athletic (A) | 88   | 46 | 26 | 10 | 10 | 73 | 40 | +33  | Playoffs de ascenso a la EFL Championship |
| 4    | Portsmouth            | 88   | 46 | 25 | 13 | 8  | 83 | 51 | +32  | Playoffs de ascenso a la EFL Championship |
| 5    | Sunderland            | 85   | 46 | 22 | 19 | 5  | 80 | 47 | +33  | Playoffs de ascenso a la EFL Championship |
| 6    | Doncaster Rovers      | 73   | 46 | 20 | 13 | 13 | 76 | 58 | +18  | Playoffs de ascenso a la EFL Championship |
| 7    | Peterborough United   | 72   | 46 | 20 | 12 | 14 | 71 | 62 | +9   |                                           |
| 8    | Coventry City         | 65   | 46 | 18 | 11 | 17 | 54 | 54 | 0    |                                           |
| 9    | Burton Albion         | 63   | 46 | 17 | 12 | 17 | 66 | 57 | +9   |                                           |
| 10   | Blackpool             | 62   | 46 | 15 | 17 | 14 | 50 | 52 | −2   |                                           |
| 11   | Fleetwood Town        | 61   | 46 | 16 | 13 | 17 | 58 | 52 | +6   |                                           |
| 12   | Oxford United         | 60   | 46 | 15 | 15 | 16 | 58 | 64 | −6   |                                           |
| 13   | Gillingham            | 55   | 46 | 15 | 10 | 21 | 61 | 72 | −11  |                                           |
| 14   | Accrington Stanley    | 55   | 46 | 14 | 13 | 19 | 51 | 67 | −16  |                                           |
| 15   | Bristol Rovers        | 54   | 46 | 13 | 15 | 18 | 47 | 50 | −3   |                                           |
| 16   | Rochdale              | 54   | 46 | 15 | 9  | 22 | 54 | 87 | −33  |                                           |
| 17   | Wycombe Wanderers     | 53   | 46 | 14 | 11 | 21 | 55 | 67 | −12  |                                           |
| 18   | Shrewsbury Town       | 52   | 46 | 12 | 16 | 18 | 51 | 59 | −8   |                                           |
| 19   | Southend United       | 50   | 46 | 14 | 8  | 24 | 55 | 68 | −13  |                                           |
| 20   | Wimbledon             | 50   | 46 | 13 | 11 | 22 | 42 | 63 | −21  |                                           |
| 21   | Plymouth Argyle       | 50   | 46 | 13 | 11 | 22 | 56 | 80 | −24  | Descenso de categoría                     |
| 22   | Walsall               | 47   | 46 | 12 | 11 | 23 | 49 | 71 | −22  | Descenso de categoría                     |
| 23   | Scunthorpe United     | 46   | 46 | 12 | 10 | 24 | 53 | 83 | −30  | Descenso de categoría                     |
| 24   | Bradford City         | 41   | 46 | 11 | 8  | 27 | 49 | 77 | −28  | Descenso de categoría                     |

Actualizado a los partidos jugados el 4 de mayo de 2019.
 Fuente: EFL League One - SoccerWay
Criterios de clasificación: Puntos · Diferencia de goles · Goles a favor · Play-off.

### Evolución de las posiciones
| Equipo / Jornada   | 1  | 2  | 3  | 4  | 5  | 6  | 7  | 8  | 9  | 10 | 11 | 12 | 13 | 14 | 15 | 16 | 17 | 18 | 19 | 20 | 21 | 22 | 23 | 24 | 25 | 26 | 27 | 28 | 29 | 30 | 31 | 32 | 33 | 34 | 35 | 36 | 37 | 38 | 39 | 40 | 41 | 42 | 43 | 44 | 45 | 46 |
| Equipo / Jornada   |    |    |    |    |    |    |    |    |    |    |    |    |    |    |    |    |    |    |    |    |    |    |    |    |    |    |    |    |    |    |    |    |    |    |    |    |    |    |    |    |    |    |    |    |    |    |
| ------------------ | -- | -- | -- | -- | -- | -- | -- | -- | -- | -- | -- | -- | -- | -- | -- | -- | -- | -- | -- | -- | -- | -- | -- | -- | -- | -- | -- | -- | -- | -- | -- | -- | -- | -- | -- | -- | -- | -- | -- | -- | -- | -- | -- | -- | -- | -- |
| Luton Town         | 21 | 19 | 22 | 15 | 10 | 9  | 11 | 11 | 12 | 11 | 8  | 12 | 7  | 6  | 5  | 5  | 5  | 4  | 3  | 3  | 3  | 3  | 2  | 2  | 2  | 2  | 2  | 2  | 2  | 1  | 1  | 1  | 1  | 1  | 1  | 1  | 1  | 1  | 1  | 1  | 1  | 1  | 1  | 1  | 1  | 1  |
| Barnsley           | 1  | 1  | 3  | 3  | 5  | 3  | 3  | 3  | 5  | 6  | 4  | 3  | 5  | 5  | 4  | 4  | 3  | 3  | 5  | 6  | 7  | 7  | 6  | 5  | 4  | 4  | 5  | 5  | 5  | 4  | 3  | 2  | 2  | 2  | 2  | 2  | 2  | 2  | 2  | 2  | 3  | 2  | 2  | 2  | 2  | 2  |
| Charlton Athletic  | 17 | 11 | 11 | 14 | 14 | 10 | 8  | 7  | 6  | 9  | 9  | 8  | 9  | 11 | 13 | 6  | 6  | 6  | 6  | 5  | 5  | 5  | 5  | 4  | 6  | 5  | 6  | 4  | 4  | 5  | 5  | 5  | 6  | 5  | 5  | 5  | 5  | 5  | 5  | 5  | 5  | 5  | 5  | 5  | 5  | 3  |
| Portsmouth         | 10 | 5  | 2  | 2  | 3  | 2  | 2  | 1  | 1  | 1  | 1  | 1  | 1  | 1  | 1  | 1  | 1  | 1  | 1  | 1  | 1  | 1  | 1  | 1  | 1  | 1  | 1  | 1  | 1  | 3  | 4  | 4  | 4  | 4  | 4  | 4  | 4  | 4  | 4  | 4  | 4  | 4  | 3  | 3  | 3  | 4  |
| Sunderland         | 7  | 7  | 4  | 4  | 2  | 4  | 4  | 4  | 4  | 4  | 3  | 4  | 3  | 3  | 3  | 2  | 2  | 2  | 2  | 2  | 2  | 2  | 3  | 3  | 3  | 3  | 3  | 3  | 3  | 2  | 2  | 3  | 3  | 3  | 3  | 3  | 3  | 3  | 3  | 3  | 2  | 3  | 4  | 4  | 4  | 5  |
| Doncaster Rovers   | 3  | 2  | 6  | 7  | 7  | 7  | 7  | 5  | 3  | 3  | 6  | 5  | 6  | 7  | 8  | 10 | 8  | 7  | 8  | 7  | 7  | 6  | 6  | 7  | 7  | 6  | 4  | 7  | 7  | 6  | 6  | 6  | 5  | 6  | 6  | 6  | 7  | 5  | 6  | 6  | 6  | 6  | 6  | 6  | 6  | 6  |
| Peterborough       | 4  | 3  | 1  | 1  | 1  | 1  | 1  | 2  | 2  | 2  | 2  | 2  | 2  | 2  | 2  | 3  | 4  | 5  | 4  | 4  | 4  | 4  | 5  | 6  | 5  | 7  | 7  | 6  | 6  | 7  | 7  | 7  | 7  | 7  | 7  | 7  | 6  | 8  | 7  | 7  | 7  | 7  | 7  | 7  | 7  | 7  |
| Coventry City      | 18 | 18 | 12 | 16 | 16 | 19 | 12 | 12 | 14 | 14 | 14 | 13 | 10 | 8  | 7  | 8  | 9  | 9  | 9  | 12 | 13 | 13 | 14 | 13 | 9  | 8  | 8  | 8  | 10 | 12 | 11 | 11 | 9  | 10 | 9  | 9  | 9  | 7  | 9  | 9  | 9  | 8  | 8  | 8  | 8  | 8  |
| Burton Albion      | 16 | 23 | 17 | 20 | 21 | 15 | 17 | 14 | 15 | 16 | 18 | 15 | 14 | 15 | 16 | 14 | 13 | 14 | 16 | 14 | 15 | 15 | 16 | 15 | 15 | 13 | 12 | 12 | 13 | 13 | 13 | 12 | 11 | 11 | 11 | 11 | 11 | 11 | 10 | 11 | 10 | 9  | 9  | 10 | 9  | 9  |
| Blackpool          | 12 | 17 | 19 | 11 | 12 | 11 | 9  | 9  | 9  | 8  | 13 | 10 | 13 | 10 | 12 | 9  | 7  | 7  | 8  | 8  | 8  | 8  | 8  | 9  | 8  | 10 | 10 | 10 | 9  | 8  | 8  | 8  | 8  | 9  | 8  | 8  | 8  | 9  | 8  | 8  | 8  | 10 | 10 | 9  | 10 | 10 |
| Fleetwood Town     | 20 | 10 | 10 | 6  | 6  | 6  | 6  | 8  | 11 | 13 | 10 | 9  | 11 | 13 | 10 | 12 | 12 | 13 | 12 | 13 | 10 | 10 | 12 | 10 | 11 | 12 | 9  | 9  | 8  | 11 | 10 | 9  | 10 | 8  | 10 | 10 | 10 | 10 | 11 | 10 | 11 | 11 | 11 | 12 | 12 | 11 |
| Oxford United      | 24 | 24 | 24 | 24 | 22 | 22 | 23 | 23 | 23 | 23 | 24 | 23 | 22 | 21 | 21 | 21 | 20 | 20 | 19 | 19 | 18 | 18 | 18 | 19 | 20 | 22 | 22 | 22 | 21 | 20 | 22 | 20 | 22 | 20 | 19 | 21 | 21 | 19 | 13 | 12 | 12 | 12 | 12 | 11 | 11 | 12 |
| Gillingham         | 2  | 4  | 7  | 9  | 9  | 12 | 16 | 20 | 21 | 22 | 19 | 19 | 19 | 20 | 18 | 17 | 19 | 19 | 18 | 16 | 16 | 16 | 19 | 17 | 18 | 18 | 20 | 17 | 19 | 19 | 21 | 21 | 18 | 18 | 18 | 13 | 17 | 16 | 12 | 13 | 13 | 15 | 13 | 13 | 15 | 13 |
| Accrington Stanley | 23 | 12 | 13 | 8  | 8  | 8  | 10 | 10 | 8  | 5  | 7  | 6  | 4  | 4  | 6  | 7  | 10 | 10 | 11 | 11 | 14 | 14 | 10 | 8  | 10 | 11 | 11 | 11 | 14 | 10 | 12 | 15 | 13 | 13 | 13 | 16 | 13 | 12 | 16 | 17 | 17 | 16 | 16 | 14 | 13 | 14 |
| Bristol Rovers     | 15 | 21 | 16 | 19 | 20 | 21 | 21 | 22 | 18 | 18 | 21 | 21 | 20 | 19 | 20 | 20 | 21 | 21 | 21 | 21 | 23 | 23 | 22 | 20 | 19 | 19 | 22 | 21 | 22 | 23 | 20 | 19 | 20 | 21 | 21 | 19 | 16 | 14 | 15 | 16 | 16 | 14 | 14 | 16 | 16 | 15 |
| Rochdale           | 5  | 14 | 14 | 17 | 19 | 14 | 14 | 13 | 17 | 15 | 15 | 16 | 16 | 17 | 14 | 16 | 18 | 16 | 17 | 18 | 19 | 19 | 17 | 16 | 16 | 17 | 19 | 20 | 20 | 22 | 19 | 18 | 21 | 22 | 22 | 22 | 22 | 23 | 22 | 23 | 19 | 20 | 17 | 15 | 14 | 16 |
| Wycombe            | 13 | 20 | 23 | 23 | 17 | 16 | 19 | 19 | 20 | 21 | 17 | 18 | 17 | 14 | 15 | 15 | 15 | 12 | 10 | 9  | 9  | 9  | 9  | 12 | 13 | 14 | 14 | 14 | 12 | 9  | 9  | 10 | 12 | 12 | 12 | 12 | 14 | 15 | 17 | 18 | 20 | 17 | 18 | 18 | 18 | 17 |
| Shrewsbury Town    | 22 | 22 | 21 | 22 | 23 | 23 | 22 | 17 | 19 | 20 | 16 | 17 | 18 | 18 | 19 | 18 | 16 | 17 | 15 | 17 | 17 | 17 | 15 | 18 | 17 | 16 | 16 | 18 | 18 | 18 | 22 | 17 | 17 | 17 | 17 | 20 | 20 | 18 | 19 | 15 | 14 | 13 | 15 | 17 | 17 | 18 |
| Southend United    | 14 | 15 | 9  | 13 | 11 | 13 | 15 | 18 | 13 | 12 | 11 | 11 | 12 | 9  | 11 | 13 | 14 | 15 | 14 | 15 | 12 | 12 | 13 | 11 | 12 | 9  | 13 | 13 | 11 | 14 | 14 | 14 | 14 | 14 | 14 | 14 | 18 | 20 | 20 | 20 | 21 | 22 | 22 | 19 | 20 | 19 |
| Wimbledon          | 11 | 9  | 8  | 12 | 15 | 20 | 13 | 16 | 16 | 17 | 20 | 20 | 21 | 22 | 23 | 23 | 23 | 23 | 23 | 23 | 24 | 24 | 24 | 22 | 23 | 24 | 24 | 24 | 24 | 24 | 24 | 24 | 24 | 24 | 24 | 24 | 24 | 22 | 22 | 22 | 22 | 21 | 21 | 21 | 19 | 20 |
| Plymouth           | 19 | 16 | 20 | 21 | 24 | 24 | 24 | 24 | 24 | 24 | 23 | 24 | 24 | 23 | 22 | 22 | 22 | 22 | 22 | 22 | 21 | 21 | 23 | 24 | 24 | 23 | 23 | 19 | 17 | 18 | 16 | 16 | 16 | 15 | 15 | 15 | 12 | 13 | 14 | 14 | 15 | 18 | 19 | 20 | 21 | 21 |
| Walsall            | 8  | 8  | 5  | 5  | 4  | 5  | 5  | 6  | 7  | 7  | 5  | 7  | 8  | 12 | 9  | 11 | 11 | 11 | 13 | 10 | 11 | 11 | 11 | 14 | 14 | 15 | 15 | 16 | 15 | 16 | 17 | 17 | 19 | 19 | 20 | 17 | 19 | 21 | 21 | 21 | 23 | 23 | 23 | 23 | 22 | 22 |
| Scunthorpe United  | 6  | 6  | 15 | 18 | 18 | 18 | 18 | 15 | 10 | 10 | 12 | 14 | 15 | 16 | 17 | 19 | 17 | 18 | 20 | 20 | 20 | 20 | 21 | 23 | 22 | 21 | 18 | 15 | 16 | 15 | 15 | 13 | 16 | 16 | 18 | 15 | 15 | 17 | 18 | 19 | 18 | 19 | 20 | 22 | 23 | 23 |
| Bradford City      | 9  | 13 | 18 | 10 | 13 | 17 | 20 | 21 | 22 | 19 | 22 | 22 | 23 | 24 | 24 | 24 | 24 | 24 | 24 | 24 | 22 | 22 | 20 | 21 | 21 | 20 | 17 | 23 | 23 | 21 | 23 | 23 | 23 | 23 | 23 | 23 | 23 | 24 | 24 | 24 | 24 | 24 | 24 | 24 | 24 | 24 |

|  |

## Play-offs por el tercer ascenso a la EFL Championship
|  | Semifinales                                    | Semifinales                                    | Semifinales                                    | Semifinales                                    |   |                   | Final             | Final      | Final      |  |
|  | 11 y 12 de mayo (ida) 16 y 17 de mayo (vuelta) | 11 y 12 de mayo (ida) 16 y 17 de mayo (vuelta) | 11 y 12 de mayo (ida) 16 y 17 de mayo (vuelta) | 11 y 12 de mayo (ida) 16 y 17 de mayo (vuelta) |   |                   | 26 de mayo        | 26 de mayo | 26 de mayo |  |
|  |                                                |                                                |                                                |                                                |   |                   |                   |            |            |  |
|  |                                                |                                                |                                                |                                                |   |                   |                   |            |            |  |
|  | Doncaster Rovers                               | Doncaster Rovers                               | 1                                              | 3(3)                                           |   |                   |                   |            |            |  |
|  | Doncaster Rovers                               | Doncaster Rovers                               | 1                                              | 3(3)                                           |   |                   |                   |            |            |  |
|  | Charlton Athletic                              | Charlton Athletic                              | 2                                              | 2(4)                                           |   |                   |                   |            |            |  |
|  | Charlton Athletic                              | Charlton Athletic                              | 2                                              | 2(4)                                           |   | Charlton Athletic | Charlton Athletic | 2          |            |  |
|  |                                                |                                                |                                                |                                                |   | Charlton Athletic | Charlton Athletic | 2          |            |  |
|  |                                                |                                                | Sunderland                                     | Sunderland                                     | 1 |                   |                   |            |            |  |
|  | Sunderland                                     | Sunderland                                     | Sunderland                                     | Sunderland                                     | 1 | 1                 | 0                 |            |            |  |
|  | Sunderland                                     | Sunderland                                     |                                                |                                                |   | 1                 | 0                 |            |            |  |
|  | Portsmouth                                     | Portsmouth                                     | 0                                              | 0                                              |   |                   |                   |            |            |  |
|  | Portsmouth                                     | Portsmouth                                     | 0                                              | 0                                              |   |                   |                   |            |            |  |
|  |                                                |                                                |                                                |                                                |   |                   |                   |            |            |  |

### Semifinales
| Play-Offs - Semifinal Ida; 12 de mayo de 2019, 12:15 UTC+1 | Doncaster Rovers | 1:2     | Charlton Athletic      | Keepmoat Stadium, Doncaster                                |                                                            |
|                                                            | Blair 87'        | Reporte | Taylor 32' · Aribo 34' | Asistencia: 11140 espectadores Árbitro(s): Oliver Langford | Asistencia: 11140 espectadores Árbitro(s): Oliver Langford |

| Play-Offs - Semifinal Vuelta; 17 de mayo de 2019, 19:45 UTC+1 | Charlton Athletic                      | 2:3 (1:1) (4:3 p.)         | Doncaster Rovers                               | The Valley, Londres |  |
|                                                               | Bielik 2' · Pratley 101'               | Reporte                    | Rowe 11' · Butler 88' · Marquis 100'           |                     |  |
|                                                               |                                        | Tiros desde el punto penal |                                                |                     |  |
|                                                               | Solly · Cullen · Taylor · Aribo · Sarr |                            | Whiteman · Sadlier · Crawford · Marquis · Rowe |                     |  |

| Play-Offs - Semifinal Ida; 11 de mayo de 2019, 19:30 UTC+1 | Sunderland  | 1:0 (0:0) | Portsmouth | Stadium of Light, Sunderland                            |                                                         |
|                                                            | Maguire 62' | Reporte   |            | Asistencia: 26610 espectadores Árbitro(s): Andy Woolmer | Asistencia: 26610 espectadores Árbitro(s): Andy Woolmer |

| Play-Offs - Semifinal Vuelta; 16 de mayo de 2019, 19:45 UTC+1 | Portsmouth | 0:0 | Sunderland | Fratton Park, Portsmouth |  |

### Final
| Play-Offs - Final; 26 de mayo de 2019 15:00 UTC+1 | Sunderland | 1:2 (1:1) | Charlton Athletic            | Wembley, Londres |  |
|                                                   | Sarr 5'    |           | Purrington 35' · Bauer 90+4' |                  |  |

## Estadísticas
* Jugadores ya no están en la liga.
| James Collins                             | Luton Town        | 25 | 43 | 0.58 |
| Lyle Taylor                               | Charlton Athletic | 20 | 40 | 0.5  |
| John Marquis                              | Doncaster Rovers  | 20 | 43 | 0.47 |
| Ian Henderson                             | Rochdale          | 20 | 45 | 0.44 |
| Tom Eaves                                 | Gillingham        | 19 | 42 | 0.45 |
| Ched Evans                                | Fleetwood Town    | 17 | 39 | 0.44 |
| Freddie Ladapo                            | Plymouth Argyle   | 17 | 44 | 0.39 |
| Jonson Clarke-Harris                      | Bristol Rovers    | 16 | 43 | 0.37 |
| Kieffer Moore                             | Barnsley          | 16 | 30 | 0.53 |
| Cauley Woodrow                            | Barnsley          | 16 | 30 | 0.53 |
| Última actualización: 28 de abril de 2019 |                   |    |    |      |

| Jugador           | Equipo            | Autogoles |
| ----------------- | ----------------- | --------- |
| Will Nightingale  | Wimbledon         | 2         |
| Jake Buxton       | Burton Albion     | 1         |
| Cameron Norman    | Oxford United     | 1         |
| Jim McNulty       | Rochdale          | 1         |
| Daniel Leadbitter | Bristol Rovers    | 1         |
| David Perkins     | Rochdale          | 1         |
| Craig Morgan      | Fleetwood Town    | 1         |
| Sido Jombati      | Wycombe Wanderers | 1         |
| Robert Dickie     | Oxford United     | 1         |
| Liam Trotter      | Wimbledon         | 1         |
| Jack Fitzwater    | Walsall           | 1         |
| Michael Turner    | Southend United   | 1         |
| John Mousinho     | Oxford United     | 1         |
| Omar Beckles      | Shrewsbury Town   | 1         |
| Ollie Turton      | Blackpool         | 1         |
| Jack Whatmough    | Portsmouth        | 1         |
| Dominic Gape      | Wycombe Wanderers | 1         |
| Tom Bayliss       | Coventry City     | 1         |
| Luke Leahy        | Walsall           | 1         |
| Reece James       | Sunderland        | 1         |
| Ashley Eastham    | Fleetwood Town    | 1         |
| Anthony Grant     | Shrewsbury Town   | 1         |

| Marcus Maddison                           | Peterborough United | 13 | 38 | 0.34 |
| James Coppinger                           | Doncaster Rovers    | 12 | 42 | 0.29 |
| Graham Carey                              | Plymouth Argyle     | 11 | 43 | 0.26 |
| Ashley Hunter                             | Fleetwood Town      | 10 | 41 | 0.24 |
| Lyle Taylor                               | Charlton Athletic   | 9  | 40 | 0.23 |
| Ronan Curtis                              | Portsmouth          | 8  | 39 | 0.21 |
| Greg Docherty                             | Shrewsbury Town     | 8  | 40 | 0.2  |
| Jamal Lowe                                | Portsmouth          | 8  | 44 | 0.18 |
| Sean McConville                           | Accrington Stanley  | 8  | 44 | 0.18 |
| Jack Stacey                               | Luton Town          | 8  | 44 | 0.18 |
| Última actualización: 28 de abril de 2019 |                     |    |    |      |

### Récords de goles
- Primer gol de la temporada: Anotado por Lyle Taylor, para el Charlton Athletic contra el Sunderland (4 de agosto de 2018).
- Gol más rápido: Anotado por Matt Godden en el minuto 1, para el Peterborough United contra el Bristol Rovers (4 de agosto de 2018).
- Gol más tardío: Anotado por Lynden Gooch en el minuto 90+6, para el Sunderland contra el Charlton Athletic (4 de agosto de 2018).

#### Hat-tricks o pókers
Aquí se encuentra la lista de hat-tricks y póker de goles (en general, tres o más goles marcados por un jugador en un mismo encuentro) conseguidos en la temporada.
| Fecha      | Jugador            | Goles             | Local              | Resultado | Visitante           | Jornada    |
| ---------- | ------------------ | ----------------- | ------------------ | --------- | ------------------- | ---------- |
| 21/8/2018  | Kieffer Moore      | 42' · 48' · 68'   | Rochdale           | 0 - 4     | Barnsley            | Jornada 4  |
| 15/9/2018  | Ian Henderson      | 9' · 18' · 64'    | Rochdale           | 3 - 0     | Gillingham          | Jornada 8  |
| 23/10/2018 | Danny Hylton       | 5' · 54' · 70'    | Luton Town         | 4 - 1     | Accrington Stanley  | Jornada 15 |
| 17/11/2018 | James Collins      | 12' · 45+1' · 77' | Luton Town         | 5 - 1     | Plymouth Argyle     | Jornada 18 |
| 29/12/2018 | Ivan Toney         | 19' · 41' · 85'   | Accrington Stanley | 0 - 4     | Peterborough United | Jornada 25 |
| 5/1/2019   | Marcus Harness     | 19' · 30' · 86'   | Rochdale           | 0 - 4     | Burton Albion       | Jornada 27 |
| 19/1/2019  | Andy Cook          | 9' · 19' · 47'    | Gillingham         | 0 - 3     | Walsall             | Jornada 29 |
| 19/1/2019  | James Collins      | 8' · 27' · 53'    | Luton Town         | 4 - 0     | Peterborough United | Jornada 29 |
| 29/1/2019  | Fejiri Okenabirhie | 28' · 76' · 90+3' | Bradford City      | 4 - 3     | Shrewsbury Town     | Jornada 27 |

## Premios

### Premios mensuales
| Mes        | Mánager del mes | Mánager del mes     | Jugador del mes | Jugador del mes     | Jugador juvenil del mes | Jugador juvenil del mes | Ref.                 |
| Mes        | Técnico         | Equipo              | Jugador         | Equipo              | Jugador                 | Equipo                  | Ref.                 |
| ---------- | --------------- | ------------------- | --------------- | ------------------- | ----------------------- | ----------------------- | -------------------- |
| Agosto     | Steve Evans     | Peterborough United | Jason Cummings  | Peterborough United | Josh Maja               | Sunderland              | [ 7 ] [ 8 ] [ 9 ]    |
| Septiembre | Grant McCann    | Doncaster Rovers    | John Marquis    | Doncaster Rovers    |                         |                         | [ 10 ] [ 11 ]        |
| Octubre    | Mark Robins     | Coventry City       | Freddie Ladapo  | Plymouth Argyle     |                         |                         | [ 12 ] [ 13 ]        |
| Noviembre  | Lee Bowyer      | Charlton Athletic   | Elliot Lee      | Luton Town          | James Justin            | Luton Town              | [ 14 ] [ 15 ] [ 16 ] |
| Diciembre  | Nathan Jones    | Luton Town          | Ivan Toney      | Peterborough United |                         |                         | [ 17 ] [ 18 ]        |
| Enero      | Stuart McCall   | Scunthorpe United   | James Collins   | Luton Town          |                         |                         | [ 19 ] [ 20 ]        |